# Забивака
Забивака (рус. Забива́ка; срп. Стрелац), била је званична маскота Светског првенства у фудбалу 2018. које је одржано у Русији. Маскота је званично представљена 21. октобра 2016. године и симболизује антропомофрног вука са браон и белим крзном, бело-плавом мајицом са натписом RUSSIA 2018, црвеним шортсем и наранџастим спортским наочарима. Комбинација плаво-беле мајице и црвеног шортса представља комбинацију националних боја Русије. Дизајнер маскоте је студенткиња Јекатерина Бочарова, а њен предлог је изабран путем гласања на интернету.

## Избор
Резултати избора били су објављени 22. октобра 2016. године у емисији Вечерний Ургант на првом каналу у Русији. Вук по имену Забивака освојио је 53% гласова, чиме се нашао на листи испред Тигра (27%), док је Мачка била на трећем месту са 20% гласова. Више од милион људи је учествовало у гласању које је одржано током септембра 2016. године на Фифиним платформама, као и током живог преноса поменуте емисије где су резултати креативног такмичења били објављени.